# Cambuslang
Cambuslang är en ort i Storbritannien.   Den ligger i kommunen South Lanarkshire och riksdelen Skottland, i den centrala delen av landet, 500 km nordväst om huvudstaden London. Cambuslang ligger 76 meter över havet och antalet invånare är 24 500.
Terrängen runt Cambuslang är platt åt nordväst, men åt sydost är den kuperad. Terrängen runt Cambuslang sluttar norrut. Runt Cambuslang är det tätbefolkat, med 297 invånare per kvadratkilometer. Närmaste större samhälle är Glasgow, 8,6 km nordväst om Cambuslang. Trakten runt Cambuslang består i huvudsak av gräsmarker.